# جام جهانی والیبال مردان ۲۰۱۵
اف‌آی‌وی‌بی جام جهانی والیبال مردان ۲۰۱۵ سیزدهمین دوره از جام جهانی مردان می‌باشد که از ۸ تا ۲۳ سپتامبر ۲۰۱۵ در ژاپن برگزار گردید. این تورنمنت یکی از مراحل فرایند راه‌یابی به المپیک تابستانی ۲۰۱۶ در ریو دو ژانیرو، برزیل بود. دو تیم برتر، ایالات متحدهٔ آمریکا و ایتالیا، واجد شرایط برای حضور در المپیک شدند، و به برزیل پیوستند که پیش از این به عنوان میزبان جواز حضور در المپیک را به دست آورده بود.
ایالات متحده با کسب ۹ برد و تنها ۱ باخت توانست عنوان قهرمانی را به دست بیاورد. مت اندرسون نیز به عنوان باارزش‌ترین بازیکن انتخاب شد. همچنین، ۳ رکورد در این دوره شکسته شد. نخست، توماس ادگار رکورد بیشترین امتیاز کسب شده در یک رقابت را با کسب ۵۰ امتیاز در پیروزی استرالیا برابر مصر از آن خود کرد. دوم، در پیروزی کانادا برابر استرالیا در پنج ست (۳۲–۳۴, ۲۵–۱۴, ۲۵–۲۱, ۲۷–۲۹, ۲۰–۱۸)، دو رکورد این تورنمنت شکست: طولانی‌ترین رقابت (۲ ساعت و ۴۹ دقیقه) و بالاترین امتیازات کسب شده (۲۴۵ امتیاز).

## راه‌یابی
۱۲ تیم در جام جهانی شرکت کردند. فقط تیم‌هایی می‌توانستند رقابت کنند که هنوز به المپیک ۲۰۱۶ راه پیدا نکرده بودند.
| طریق راه‌یابی                                | تاریخ                 | میزبان     | سهمیه‌ها | راه‌یافته            |
| ------------------------------------------- | --------------------- | ---------- | ------- | ------------------- |
| کشور میزبان                                 | ۳۱ ژانویه ۲۰۱۳        | لوزان      | ۱       | ژاپن                |
| قهرمانی جهان ۲۰۱۴                           | اوت – ۲۱ سپتامبر ۲۰۱۴ | لهستان     | ۱       | لهستان              |
| رده‌بندی جهانی برای تیم آسیایی               | ۲۲ سپتامبر ۲۰۱۴       | بانکوک     | ۲       | ایران               |
| رده‌بندی جهانی برای تیم آسیایی               | ۲۲ سپتامبر ۲۰۱۴       | بانکوک     | ۲       | استرالیا            |
| رده‌بندی اروپایی                             | ۱۵ اکتبر ۲۰۱۴         | لوگزامبورگ | ۲       | روسیه               |
| رده‌بندی اروپایی                             | ۱۵ اکتبر ۲۰۱۴         | لوگزامبورگ | ۲       | ایتالیا             |
| انتخابی آمریکای جنوبی                       | ۱۹–۲۳ مه ۲۰۱۵         | کالی       | ۲       | آرژانتین            |
| انتخابی آمریکای جنوبی                       | ۱۹–۲۳ مه ۲۰۱۵         | کالی       | ۲       | ونزوئلا             |
| جام قهرمانان آمریکای شمالی، مرکزی و کارائیب | ۲۱–۲۳ مه ۲۰۱۵         | دیترویت    | ۲       | کانادا              |
| جام قهرمانان آمریکای شمالی، مرکزی و کارائیب | ۲۱–۲۳ مه ۲۰۱۵         | دیترویت    | ۲       | ایالات متحده آمریکا |
| قهرمانی آفریقا ۲۰۱۵                         | ۲۲–۳۰ ژوئیه ۲۰۱۵      | قاهره      | ۲       | مصر                 |
| قهرمانی آفریقا ۲۰۱۵                         | ۲۲–۳۰ ژوئیه ۲۰۱۵      | قاهره      | ۲       | تونس                |
| مجموع                                       | مجموع                 | مجموع      | ۱۲      |                     |

## میزبان‌ها
| موقعیت | دور یکم              | دور دوم                         | دور سوم                  | هیروشیمااوساکاتوکیوهاماماتسوتویاما · |
| ------ | -------------------- | ------------------------------- | ------------------------ | ------------------------------------ |
| A      | هیروشیما             | اوساکا                          | توکیو                    | هیروشیمااوساکاتوکیوهاماماتسوتویاما · |
| A      | ورزشگاه سبز هیروشیما | ورزشگاه تربیت بدنی مرکزی اوزاکا | ورزشگاه ملی یویوگی       | هیروشیمااوساکاتوکیوهاماماتسوتویاما · |
| A      | گنجایش: ۴٬۷۵۰        | گنجایش: ۷٬۰۰۰                   | گنجایش: ۱۳٬۲۹۱           | هیروشیمااوساکاتوکیوهاماماتسوتویاما · |
| A      |                      |                                 |                          | هیروشیمااوساکاتوکیوهاماماتسوتویاما · |
| B      | هاماماتسو            | تویاما                          | توکیو                    | هیروشیمااوساکاتوکیوهاماماتسوتویاما · |
| B      | هاماماتسو آرنا       | ورزشگاه تویاما                  | ورزشگاه متروپولیتن توکیو | هیروشیمااوساکاتوکیوهاماماتسوتویاما · |
| B      | گنجایش: ۸٬۰۰۰        | گنجایش: ۵٬۰۰۰                   | گنجایش: ۱۰٬۰۰۰           | هیروشیمااوساکاتوکیوهاماماتسوتویاما · |
| B      |                      |                                 |                          | هیروشیمااوساکاتوکیوهاماماتسوتویاما · |

## قالب
| سیستم برگزاری رقابت جام جهانی ۲۰۱۱ برای مردان به صورت دوره‌ای چرخشی بود. هر تیم برابر تمام ۱۱ تیم دیگر بازی کرد. امتیازات به دست آمده توسط تیم‌ها در طول این تورنمنت حساب شد و رده‌بندی نهایی تیم‌ها با توجه به‌شمار امتیازات جمع شده توسط آن‌ها صورت پذیرفت. تیم‌ها به دو گروه ۶ تیمی تقسیم شدند. دورهای ۱ + ۲ (۳۰ رقابت، ۵ روز): تیم‌ها با تیم‌های هم گروه مسابقه دادند. دورهای ۳ + ۴ (۳۶ رقابت، ۶ روز): تیم‌ها با تیم‌های گروه دیگر مسابقه دادند. اعداد داخل پرانتز نشان دهندهٔ جایگاه تیم در رده‌بندی جهانی FIVB در ۲۲ سپتامبر ۲۰۱۴ است. میزبان در جایگاه بیست و یکم این رده‌بندی قرار داشت. | \| موقعیت A \| موقعیت B \| \| ----------------------- \| ------------ \| \| ژاپن (میزبان) \| روسیه (۲) \| \| ایتالیا (۴) \| لهستان (۳) \| \| ایالات متحده آمریکا (۵) \| آرژانتین (۶) \| \| استرالیا (۱۳) \| ایران (۱۰) \| \| کانادا (۱۴) \| ونزوئلا (۲۹) \| \| مصر (۱۹) \| تونس (۱۵) \| |
| موقعیت A | موقعیت B |
| ژاپن (میزبان) | روسیه (۲) |
| ایتالیا (۴) | لهستان (۳) |
| ایالات متحده آمریکا (۵) | آرژانتین (۶) |
| استرالیا (۱۳) | ایران (۱۰) |
| کانادا (۱۴) | ونزوئلا (۲۹) |
| مصر (۱۹) | تونس (۱۵) |

## فرایند رده‌بندی گروه
1. امتیازات مسابقه
2. شمار مسابقات برده
3. میانگین ست‌ها
4. میانگین امتیازات
5. نتیجهٔ مسابقهٔ بین دو تیم برابر

برد مسابقه ۳–۰ یا ۳–۱: ۳ امتیاز برای برندهٔ رقابت، ۰ امتیاز برای بازندهٔ رقابت

برد مسابقه ۳–۲: ۲ امتیاز برای برندهٔ رقابت، ۱ امتیاز برای بازندهٔ رقابت

## نتایج
- تمام زمان‌ها براساس زمان استاندارد ژاپن (یوتی‌سی ۹:۰۰+) می‌باشد.

|      |                     | بازی | بازی | امتیاز | ست  | ست   | ست    | امتیاز | امتیاز | امتیاز |
| رتبه | تیم                 | برد  | باخت | امتیاز | برد | باخت | نسبت  | برد    | باخت   | نسبت   |
| ---- | ------------------- | ---- | ---- | ------ | --- | ---- | ----- | ------ | ------ | ------ |
| ۱    | ایالات متحده آمریکا | ۱۰   | ۱    | ۳۰     | ۳۱  | ۶    | ۵٫۱۶۷ | ۸۹۹    | ۷۴۶    | ۱٫۲۰۵  |
| ۲    | ایتالیا             | ۱۰   | ۱    | ۲۹     | ۳۰  | ۸    | ۳٫۷۵۰ | ۹۱۸    | ۷۸۰    | ۱٫۱۷۷  |
| ۳    | لهستان              | ۱۰   | ۱    | ۲۹     | ۳۱  | ۱۱   | ۲٫۸۱۸ | ۱٬۰۱۱  | ۸۸۴    | ۱٫۱۴۴  |
| ۴    | روسیه               | ۸    | ۳    | ۲۳     | ۲۵  | ۱۲   | ۲٫۰۸۳ | ۸۸۵    | ۷۹۴    | ۱٫۱۱۵  |
| ۵    | آرژانتین            | ۷    | ۴    | ۲۱     | ۲۶  | ۱۶   | ۱٫۶۲۵ | ۹۸۵    | ۹۲۲    | ۱٫۰۶۸  |
| ۶    | ژاپن                | ۵    | ۶    | ۱۶     | ۲۱  | ۲۱   | ۱٫۰۰۰ | ۹۲۸    | ۹۳۴    | ۰٫۹۹۴  |
| ۷    | کانادا              | ۵    | ۶    | ۱۳     | ۱۸  | ۲۲   | ۰٫۸۱۸ | ۸۸۶    | ۹۴۰    | ۰٫۹۴۳  |
| ۸    | ایران               | ۴    | ۷    | ۱۲     | ۱۶  | ۲۴   | ۰٫۶۶۷ | ۹۰۵    | ۸۹۳    | ۱٫۰۱۳  |
| ۹    | استرالیا            | ۴    | ۷    | ۱۲     | ۱۵  | ۲۴   | ۰٫۶۲۵ | ۸۳۱    | ۹۲۵    | ۰٫۸۹۸  |
| ۱۰   | مصر                 | ۲    | ۹    | ۸      | ۱۳  | ۳۰   | ۰٫۴۳۳ | ۸۸۹    | ۹۷۶    | ۰٫۹۱۱  |
| ۱۱   | ونزوئلا             | ۱    | ۱۰   | ۳      | ۸   | ۳۲   | ۰٫۲۵۰ | ۸۱۵    | ۹۸۱    | ۰٫۸۳۱  |
| ۱۲   | تونس                | ۰    | ۱۱   | ۲      | ۵   | ۳۳   | ۰٫۱۵۲ | ۷۴۷    | ۹۲۴    | ۰٫۸۰۸  |

### دور یکم

#### موقعیت A
| تاریخ      | ساعت  |                     | امتیاز |                     | ست ۱  | ست ۲  | ست ۳  | ست ۴  | ست ۵  | مجموع   | گزارش |
| ---------- | ----- | ------------------- | ------ | ------------------- | ----- | ----- | ----- | ----- | ----- | ------- | ----- |
| ۸ سپتامبر  | ۱۲:۱۰ | کانادا              | ۱–۳    | ایتالیا             | ۱۹–۲۵ | ۲۰–۲۵ | ۲۵–۲۲ | ۱۳–۲۵ |       | ۷۷–۹۷   | P2 P3 |
| ۸ سپتامبر  | ۱۵:۱۰ | ایالات متحده آمریکا | ۳–۰    | استرالیا            | ۲۵–۲۳ | ۲۵–۱۲ | ۲۵–۱۵ |       |       | ۷۵–۵۰   | P2 P3 |
| ۸ سپتامبر  | ۱۹:۲۰ | ژاپن                | ۳–۲    | مصر                 | ۲۵–۱۹ | ۲۳–۲۵ | ۲۵–۱۸ | ۱۷–۲۵ | ۱۵–۷  | ۱۰۵–۹۴  | P2 P3 |
| ۹ سپتامبر  | ۱۲:۱۰ | استرالیا            | ۰–۳    | ایتالیا             | ۱۷–۲۵ | ۱۸–۲۵ | ۱۵–۲۵ |       |       | ۵۰–۷۵   | P2 P3 |
| ۹ سپتامبر  | ۱۵:۱۰ | مصر                 | ۲–۳    | کانادا              | ۲۲–۲۵ | ۲۳–۲۵ | ۲۵–۲۱ | ۲۶–۲۴ | ۱۲–۱۵ | ۱۰۸–۱۱۰ | P2 P3 |
| ۹ سپتامبر  | ۱۹:۲۰ | ایالات متحده آمریکا | ۳–۱    | ژاپن                | ۲۵–۲۳ | ۲۱–۲۵ | ۲۵–۱۱ | ۲۵–۱۴ |       | ۹۶–۷۳   | P2 P3 |
| ۱۰ سپتامبر | ۱۲:۱۰ | ایتالیا             | ۳–۱    | مصر                 | ۲۰–۲۵ | ۲۶–۲۴ | ۲۵–۲۲ | ۲۵–۱۳ |       | ۹۶–۸۴   | P2 P3 |
| ۱۰ سپتامبر | ۱۵:۱۰ | کانادا              | ۰–۳    | ایالات متحده آمریکا | ۲۱–۲۵ | ۲۰–۲۵ | ۱۷–۲۵ |       |       | ۵۸–۷۵   | P2 P3 |
| ۱۰ سپتامبر | ۱۹:۲۰ | ژاپن                | ۳–۱    | استرالیا            | ۲۵–۱۷ | ۲۵–۲۱ | ۲۵–۲۷ | ۲۵–۱۸ |       | ۱۰۰–۸۳  | P2 P3 |
| ۱۲ سپتامبر | ۱۲:۱۰ | ایالات متحده آمریکا | ۳–۰    | ایتالیا             | ۲۵–۱۸ | ۲۵–۲۳ | ۲۹–۲۷ |       |       | ۷۹–۶۸   | P2 P3 |
| ۱۲ سپتامبر | ۱۵:۱۰ | استرالیا            | ۳–۲    | مصر                 | ۲۳–۲۵ | ۲۶–۲۴ | ۲۵–۲۳ | ۲۰–۲۵ | ۱۵–۱۳ | ۱۰۹–۱۱۰ | P2 P3 |
| ۱۲ سپتامبر | ۱۹:۲۰ | ژاپن                | ۳–۰    | کانادا              | ۲۵–۱۷ | ۲۵–۱۵ | ۲۵–۲۱ |       |       | ۷۵–۵۳   | P2 P3 |
| ۱۳ سپتامبر | ۱۲:۱۰ | مصر                 | ۰–۳    | ایالات متحده آمریکا | ۲۰–۲۵ | ۱۳–۲۵ | ۲۱–۲۵ |       |       | ۵۴–۷۵   | P2 P3 |
| ۱۳ سپتامبر | ۱۵:۱۰ | کانادا              | ۳–۲    | استرالیا            | ۳۲–۳۴ | ۲۵–۱۴ | ۲۵–۲۱ | ۲۷–۲۹ | ۲۰–۱۸ | ۱۲۹–۱۱۶ | P2 P3 |
| ۱۳ سپتامبر | ۱۹:۲۰ | ایتالیا             | ۳–۰    | ژاپن                | ۲۵–۲۱ | ۲۵–۲۰ | ۲۵–۱۵ |       |       | ۷۵–۵۶   | P2 P3 |

#### موقعیت B
| تاریخ      | ساعت  |          | امتیاز |          | ست ۱  | ست ۲  | ست ۳  | ست ۴  | ست ۵  | مجموع   | گزارش |
| ---------- | ----- | -------- | ------ | -------- | ----- | ----- | ----- | ----- | ----- | ------- | ----- |
| ۸ سپتامبر  | ۱۲:۱۰ | آرژانتین | ۳–۱    | ایران    | ۲۵–۲۷ | ۲۵–۲۲ | ۲۵–۲۲ | ۲۶–۲۴ |       | ۱۰۱–۹۵  | P2 P3 |
| ۸ سپتامبر  | ۱۵:۱۰ | روسیه    | ۳–۰    | ونزوئلا  | ۲۹–۲۷ | ۲۵–۱۶ | ۲۵–۱۵ |       |       | ۷۹–۵۸   | P2 P3 |
| ۸ سپتامبر  | ۱۸:۴۰ | لهستان   | ۳–۰    | تونس     | ۲۵–۱۷ | ۲۵–۱۵ | ۲۵–۲۰ |       |       | ۷۵–۵۲   | P2 P3 |
| ۹ سپتامبر  | ۱۲:۱۰ | ونزوئلا  | ۲–۳    | آرژانتین | ۳۲–۳۰ | ۱۵–۲۵ | ۲۶–۲۴ | ۱۳–۲۵ | ۱۰–۱۵ | ۹۶–۱۱۹  | P2 P3 |
| ۹ سپتامبر  | ۱۵:۲۰ | تونس     | ۱–۳    | ایران    | ۱۷–۲۵ | ۲۵–۲۱ | ۱۴–۲۵ | ۲۰–۲۵ |       | ۷۶–۹۶   | P2 P3 |
| ۹ سپتامبر  | ۱۸:۴۰ | لهستان   | ۳–۱    | روسیه    | ۲۶–۲۸ | ۲۷–۲۵ | ۲۵–۱۹ | ۲۵–۲۲ |       | ۱۰۳–۹۴  | P2 P3 |
| ۱۰ سپتامبر | ۱۲:۱۰ | ایران    | ۳–۰    | ونزوئلا  | ۲۵–۲۰ | ۲۵–۱۷ | ۲۵–۱۵ |       |       | ۷۵–۵۲   | P2 P3 |
| ۱۰ سپتامبر | ۱۵:۱۰ | آرژانتین | ۱–۳    | لهستان   | ۱۸–۲۵ | ۲۵–۱۹ | ۲۱–۲۵ | ۲۵–۲۷ |       | ۸۹–۹۶   | P2 P3 |
| ۱۰ سپتامبر | ۱۸:۴۰ | روسیه    | ۳–۰    | تونس     | ۲۵–۱۷ | ۲۵–۱۶ | ۲۹–۲۷ |       |       | ۷۹–۶۰   | P2 P3 |
| ۱۲ سپتامبر | ۱۲:۱۰ | لهستان   | ۳–۲    | ایران    | ۱۸–۲۵ | ۲۳–۲۵ | ۲۵–۱۵ | ۲۵–۲۰ | ۱۵–۱۱ | ۱۰۶–۹۶  | P2 P3 |
| ۱۲ سپتامبر | ۱۵:۱۰ | تونس     | ۲–۳    | ونزوئلا  | ۲۵–۱۹ | ۱۸–۲۵ | ۲۵–۲۲ | ۲۶–۲۸ | ۱۳–۱۵ | ۱۰۷–۱۰۹ | P2 P3 |
| ۱۲ سپتامبر | ۱۸:۴۰ | روسیه    | ۳–۱    | آرژانتین | ۲۵–۱۹ | ۲۱–۲۵ | ۲۵–۱۸ | ۲۵–۲۰ |       | ۹۶–۸۲   | P2 P3 |
| ۱۳ سپتامبر | ۱۲:۱۰ | ونزوئلا  | ۱–۳    | لهستان   | ۲۷–۲۵ | ۲۳–۲۵ | ۱۶–۲۵ | ۲۳–۲۵ |       | ۸۹–۱۰۰  | P2 P3 |
| ۱۳ سپتامبر | ۱۵:۱۰ | آرژانتین | ۳–۰    | تونس     | ۲۵–۲۰ | ۲۵–۱۹ | ۲۵–۲۰ |       |       | ۷۵–۵۹   | P2 P3 |
| ۱۳ سپتامبر | ۱۸:۴۰ | ایران    | ۰–۳    | روسیه    | ۲۴–۲۶ | ۱۸–۲۵ | ۲۰–۲۵ |       |       | ۶۲–۷۶   | P2 P3 |

### دور دوم

#### موقعیت A
| تاریخ      | ساعت  |                     | امتیاز |         | ست ۱  | ست ۲  | ست ۳  | ست ۴  | ست ۵  | مجموع   | گزارش |
| ---------- | ----- | ------------------- | ------ | ------- | ----- | ----- | ----- | ----- | ----- | ------- | ----- |
| ۱۶ سپتامبر | ۱۲:۱۰ | ایالات متحده آمریکا | ۳–۰    | ونزوئلا | ۲۵–۱۸ | ۲۵–۱۶ | ۲۵–۲۰ |       |       | ۷۵–۵۴   | P2 P3 |
| ۱۶ سپتامبر | ۱۵:۱۰ | ایتالیا             | ۳–۰    | ایران   | ۲۵–۱۹ | ۲۵–۲۳ | ۲۵–۲۱ |       |       | ۷۵–۶۳   | P2 P3 |
| ۱۶ سپتامبر | ۱۹:۲۰ | ژاپن                | ۳–۰    | تونس    | ۲۵–۲۱ | ۲۵–۱۹ | ۲۵–۱۹ |       |       | ۷۵–۵۹   | P2 P3 |
| ۱۷ سپتامبر | ۱۲:۱۰ | ایالات متحده آمریکا | ۳–۱    | ایران   | ۲۰–۲۵ | ۲۵–۱۹ | ۲۵–۲۲ | ۲۵–۲۱ |       | ۹۵–۸۷   | P2 P3 |
| ۱۷ سپتامبر | ۱۵:۱۰ | ایتالیا             | ۳–۰    | تونس    | ۲۵–۱۸ | ۲۵–۲۳ | ۲۵–۲۲ |       |       | ۷۵–۶۳   | P2 P3 |
| ۱۷ سپتامبر | ۱۹:۲۰ | ژاپن                | ۳–۰    | ونزوئلا | ۳۳–۳۱ | ۲۶–۲۴ | ۲۵–۱۹ |       |       | ۸۴–۷۴   | P2 P3 |
| ۱۸ سپتامبر | ۱۲:۱۰ | ایالات متحده آمریکا | ۳–۰    | تونس    | ۲۵–۱۴ | ۲۵–۱۹ | ۲۹–۲۷ |       |       | ۷۹–۶۰   | P2 P3 |
| ۱۸ سپتامبر | ۱۵:۱۰ | ایتالیا             | ۳–۰    | ونزوئلا | ۲۵–۱۶ | ۲۵–۲۲ | ۲۵–۱۸ |       |       | ۷۵–۵۶   | P2 P3 |
| ۱۸ سپتامبر | ۱۹:۲۰ | ژاپن                | ۲–۳    | ایران   | ۲۵–۲۲ | ۲۵–۲۳ | ۱۸–۲۵ | ۲۱–۲۵ | ۱۲–۱۵ | ۱۰۱–۱۱۰ | P2 P3 |

#### موقعیت B
| تاریخ      | ساعت  |          | امتیاز |          | ست ۱  | ست ۲  | ست ۳  | ست ۴  | ست ۵ | مجموع  | گزارش |
| ---------- | ----- | -------- | ------ | -------- | ----- | ----- | ----- | ----- | ---- | ------ | ----- |
| ۱۶ سپتامبر | ۱۲:۱۰ | مصر      | ۰–۳    | آرژانتین | ۱۸–۲۵ | ۱۹–۲۵ | ۲۱–۲۵ |       |      | ۵۸–۷۵  | P2 P3 |
| ۱۶ سپتامبر | ۱۵:۱۰ | کانادا   | ۱–۳    | لهستان   | ۲۵–۲۳ | ۱۵–۲۵ | ۱۹–۲۵ | ۱۹–۲۵ |      | ۷۸–۹۸  | P2 P3 |
| ۱۶ سپتامبر | ۱۹:۱۰ | استرالیا | ۰–۳    | روسیه    | ۲۴–۲۶ | ۱۶–۲۵ | ۱۸–۲۵ |       |      | ۵۸–۷۶  | P2 P3 |
| ۱۷ سپتامبر | ۱۲:۱۰ | مصر      | ۰–۳    | لهستان   | ۲۰–۲۵ | ۲۳–۲۵ | ۱۸–۲۵ |       |      | ۶۱–۷۵  | P2 P3 |
| ۱۷ سپتامبر | ۱۵:۱۰ | کانادا   | ۰–۳    | روسیه    | ۲۱–۲۵ | ۱۶–۲۵ | ۱۹–۲۵ |       |      | ۵۶–۷۵  | P2 P3 |
| ۱۷ سپتامبر | ۱۹:۱۰ | استرالیا | ۰–۳    | آرژانتین | ۲۱–۲۵ | ۲۳–۲۵ | ۱۶–۲۵ |       |      | ۶۰–۷۵  | P2 P3 |
| ۱۸ سپتامبر | ۱۲:۱۰ | مصر      | ۰–۳    | روسیه    | ۲۰–۲۵ | ۲۴–۲۶ | ۱۸–۲۵ |       |      | ۶۲–۷۶  | P2 P3 |
| ۱۸ سپتامبر | ۱۵:۱۰ | آرژانتین | ۳−۱    | کانادا   | ۲۵–۲۱ | ۲۳–۲۵ | ۲۹–۲۷ | ۲۵–۲۲ |      | ۱۰۲–۹۵ | P2 P3 |
| ۱۸ سپتامبر | ۱۹:۱۰ | استرالیا | ۰–۳    | لهستان   | ۱۵–۲۵ | ۲۲–۲۵ | ۱۷–۲۵ |       |      | ۵۴–۷۵  | P2 P3 |

### دور سوم

#### موقعیت A
| تاریخ      | ساعت  |                     | امتیاز |          | ست ۱  | ست ۲  | ست ۳  | ست ۴  | ست ۵  | مجموع   | گزارش |
| ---------- | ----- | ------------------- | ------ | -------- | ----- | ----- | ----- | ----- | ----- | ------- | ----- |
| ۲۱ سپتامبر | ۱۰:۳۰ | ایتالیا             | ۳–۰    | روسیه    | ۲۵–۱۵ | ۲۶–۲۴ | ۲۵–۱۸ |       |       | ۷۶–۵۷   | P2 P3 |
| ۲۱ سپتامبر | ۱۴:۱۵ | ژاپن                | ۰–۳    | آرژانتین | ۲۴–۲۶ | ۲۲–۲۵ | ۲۱–۲۵ |       |       | ۶۷–۷۶   | P2 P3 |
| ۲۱ سپتامبر | ۱۷:۱۰ | ایالات متحده آمریکا | ۱–۳    | لهستان   | ۲۵–۱۷ | ۱۹–۲۵ | ۲۳–۲۵ | ۱۵–۲۵ |       | ۸۲–۹۲   | P2 P3 |
| ۲۲ سپتامبر | ۱۰:۳۰ | ایتالیا             | ۳–۲    | آرژانتین | ۲۲–۲۵ | ۲۵–۲۰ | ۲۵–۲۱ | ۲۰–۲۵ | ۱۶–۱۴ | ۱۰۸–۱۰۵ | P2 P3 |
| ۲۲ سپتامبر | ۱۴:۱۵ | ژاپن                | ۱–۳    | لهستان   | ۲۶–۲۴ | ۲۵–۲۷ | ۲۱–۲۵ | ۱۹–۲۵ |       | ۹۱–۱۰۱  | P2 P3 |
| ۲۲ سپتامبر | ۱۷:۱۰ | ایالات متحده آمریکا | ۳–۰    | روسیه    | ۲۵–۲۳ | ۲۶–۲۴ | ۲۵–۱۷ |       |       | ۷۶–۶۴   | P2 P3 |
| ۲۳ سپتامبر | ۱۰:۳۰ | ایتالیا             | ۳–۱    | لهستان   | ۲۶–۲۴ | ۲۲–۲۵ | ۲۵–۲۲ | ۲۵–۱۹ |       | ۹۸–۹۰   | P2 P3 |
| ۲۳ سپتامبر | ۱۴:۱۵ | ژاپن                | ۲–۳    | روسیه    | ۲۹–۲۷ | ۱۷–۲۵ | ۲۵–۲۱ | ۱۷–۲۵ | ۱۳–۱۵ | ۱۰۱–۱۱۳ | P2 P3 |
| ۲۳ سپتامبر | ۱۸:۴۰ | ایالات متحده آمریکا | ۳–۱    | آرژانتین | ۲۵–۲۰ | ۲۵–۲۱ | ۱۷–۲۵ | ۲۵–۲۰ |       | ۹۲–۸۶   | P2 P3 |

#### موقعیت B
| تاریخ      | ساعت  |          | امتیاز |         | ست ۱  | ست ۲  | ست ۳  | ست ۴  | ست ۵  | مجموع  | گزارش |
| ---------- | ----- | -------- | ------ | ------- | ----- | ----- | ----- | ----- | ----- | ------ | ----- |
| ۲۱ سپتامبر | ۱۱:۱۰ | مصر      | ۳–۲    | تونس    | ۲۳–۲۵ | ۲۵–۲۱ | ۲۳–۲۵ | ۲۵–۱۷ | ۱۵–۱۱ | ۱۱۱–۹۹ | P2 P3 |
| ۲۱ سپتامبر | ۱۴:۱۰ | کانادا   | ۳–۰    | ونزوئلا | ۲۵–۱۸ | ۲۵–۲۲ | ۲۵–۲۳ |       |       | ۷۵–۶۳  | P2 P3 |
| ۲۱ سپتامبر | ۱۷:۱۰ | استرالیا | ۳–۰    | ایران   | ۲۷–۲۵ | ۲۷–۲۵ | ۲۵–۲۲ |       |       | ۷۹–۷۲  | P2 P3 |
| ۲۲ سپتامبر | ۱۱:۱۰ | مصر      | ۳–۱    | ونزوئلا | ۲۵–۱۸ | ۲۰–۲۵ | ۲۵–۱۸ | ۲۵–۲۰ |       | ۹۵–۸۱  | P2 P3 |
| ۲۲ سپتامبر | ۱۴:۱۰ | کانادا   | ۳–۰    | ایران   | ۲۵–۲۳ | ۲۹–۲۷ | ۲۶–۲۴ |       |       | ۸۰–۷۴  | P2 P3 |
| ۲۲ سپتامبر | ۱۷:۱۰ | استرالیا | ۳–۰    | تونس    | ۲۵–۱۹ | ۲۵–۱۷ | ۲۵–۱۹ |       |       | ۷۵–۵۵  | P2 P3 |
| ۲۳ سپتامبر | ۱۱:۱۰ | مصر      | ۰–۳    | ایران   | ۱۸–۲۵ | ۱۱–۲۵ | ۲۳–۲۵ |       |       | ۵۲–۷۵  | P2 P3 |
| ۲۳ سپتامبر | ۱۴:۱۰ | کانادا   | ۳–۰    | تونس    | ۲۵–۱۹ | ۲۵–۲۱ | ۲۵–۱۷ |       |       | ۷۵–۵۷  | P2 P3 |
| ۲۳ سپتامبر | ۱۷:۱۰ | استرالیا | ۳–۱    | ونزوئلا | ۲۵–۱۶ | ۲۵–۲۱ | ۲۲–۲۵ | ۲۵–۲۱ |       | ۹۷–۸۳  | P2 P3 |

## رده‌بندی نهایی
| رتبه | تیم                 |
| ---- | ------------------- |
| 1    | ایالات متحده آمریکا |
| 2    | ایتالیا             |
| 3    | لهستان              |
| ۴    | روسیه               |
| ۵    | آرژانتین            |
| ۶    | ژاپن                |
| ۷    | کانادا              |
| ۸    | ایران               |
| ۹    | استرالیا            |
| ۱۰   | مصر                 |
| ۱۱   | ونزوئلا             |
| ۱۲   | تونس                |

|  | راه‌یابی به المپیک تابستانی ۲۰۱۶ |

| قهرمان جام جهانی ۲۰۱۵               |
| ----------------------------------- |
| · ایالات متحده آمریکا · دومین عنوان |

| فهرست ۱۴ نفره |
| مت اندرسون، آرون راسل، تیلور ساندر، دیوید لی (c)، پائول لوتمن، کاویکا شوجی، میکا کریستنسون، راسل هولمز، جیسون جابلسونکی، مورفی تروی، ماکسول هولت، دیوید اسمیت، اریک شوجی، داستین واتن |
| سرمربی |
| جان اسپرو |

## جوایز
| - باارزش‌ترین بازیکن مت اندرسون - بهترین پاسور میکا کریستنسون - بهترین اسپکر دریافت کننده عثمانی خوانتورینا یوکی ایشیکاوا | - بهترین دفاع کننده میانی سباستین سوله محمد موسوی عراقی - بهترین اسپک زننده قطر پاسور ایوان زایتسف - بهترین لیبرو اریک شوجی |

## صدرنشین‌های آماری
| بهترین امتیاز آورنده‌ها | بهترین امتیاز آورنده‌ها | بهترین امتیاز آورنده‌ها |
| رتبه                   | نام                    | امتیازات               |
| ---------------------- | ---------------------- | ---------------------- |
| ۱                      | احمد عبدالحی           | ۲۳۰                    |
| ۲                      | فاکوندو کونته          | ۲۱۴                    |
| ۳                      | ایوان زایتسف           | ۱۹۷                    |
| ۴                      | کونیهیرو شیمیزو        | ۱۹۱                    |
| ۵                      | بارتوش کورک            | ۱۹۰                    |
| ۶                      | یوکی ایشیکاوا          | ۱۸۸                    |
| ۷                      | توماس ادگار            | ۱۷۶                    |
| ۸                      | مت اندرسون             | ۱۷۲                    |
| ۹                      | دیمیتری موزرسکی        | ۱۵۷                    |
| ۱۰                     | عثمانی خوانتورینا      | ۱۵۶                    |

| بهترین آبشار زننده‌ها | بهترین آبشار زننده‌ها | بهترین آبشار زننده‌ها |
| رتبه                 | نام                  | %موفقیت              |
| -------------------- | -------------------- | -------------------- |
| ۱                    | ایوان زایتسف         | ۵۹٫۱۵                |
| ۲                    | عثمانی خوانتورینا    | ۵۶٫۸۴                |
| ۳                    | دیمیتری موزرسکی      | ۵۵٫۹۳                |
| ۴                    | یوکی ایشیکاوا        | ۵۵٫۸۲                |
| ۵                    | احمد عبدالحی         | ۵۵٫۵۰                |
| ۶                    | ماکسیم میخائیلوف     | ۵۴٫۸۱                |
| ۷                    | امیر غفور            | ۵۳٫۵۵                |
| ۸                    | کونیهیرو شیمیزو      | ۵۳٫۵۳                |
| ۹                    | فاکوندو کونته        | ۵۳٫۴۰                |
| ۱۰                   | فیلیپو لانزا         | ۵۳٫۰۸                |

| بهترین دفاع کننده‌ها | بهترین دفاع کننده‌ها | بهترین دفاع کننده‌ها |
| رتبه                | نام                 | میانگین/ست          |
| ------------------- | ------------------- | ------------------- |
| ۱                   | سباستین سوله        | ۰٫۸۱                |
| ۲                   | محمد موسوی عراقی    | ۰٫۸۰                |
| ۳                   | ماکسول هولت         | ۰٫۷۰                |
| ۴                   | ماتئو پیانو         | ۰٫۶۳                |
| ۵                   | فاکوندو کونته       | ۰٫۵۵                |
| ۶                   | دیوید لی            | ۰٫۵۴                |
| ۷                   | نحیماه موت          | ۰٫۵۴                |
| ۸                   | جاستین داف          | ۰٫۵۰                |
| ۹                   | عبدالحليم عبو‎       | ۰٫۴۹                |
| ۱۰                  | دانیل جانسن ون دورن | ۰٫۴۸                |

| بهترین سرویس زننده‌ها | بهترین سرویس زننده‌ها | بهترین سرویس زننده‌ها |
| رتبه                 | نام                  | میانگین/ست           |
| -------------------- | -------------------- | -------------------- |
| ۱                    | مت اندرسون           | ۰٫۷۰                 |
| ۲                    | ایوان زایتسف         | ۰٫۵۵                 |
| ۳                    | ماکسیم میخائیلوف     | ۰٫۵۱                 |
| ۴                    | ماتئوش بینیک         | ۰٫۴۸                 |
| ۵                    | ماساهیرو یاناگیدا    | ۰٫۴۵                 |
| ۶                    | بارتوش کورک          | ۰٫۴۵                 |
| ۷                    | فاکوندو کونته        | ۰٫۴۳                 |
| ۸                    | میکا کریستنسون       | ۰٫۴۳                 |
| ۹                    | احمد عبدالحی         | ۰٫۴۲                 |
| ۱۰                   | دیمیتری موزرسکی      | ۰٫۴۱                 |

| بهترین پاس دهنده‌ها | بهترین پاس دهنده‌ها | بهترین پاس دهنده‌ها |
| رتبه               | نام                | میانگین/ست         |
| ------------------ | ------------------ | ------------------ |
| ۱                  | هیدئومی فوکاتسو    | ۱۰٫۱۷              |
| ۲                  | میکا کریستنسون     | ۹٫۵۷               |
| ۳                  | لوسیانو دچکو       | ۸٫۹۳               |
| ۴                  | سعید معروف         | ۸٫۵۸               |
| ۵                  | سیمونه جیانلی      | ۷٫۵۸               |
| ۶                  | تایلر ساندرز       | ۷٫۲۰               |
| ۷                  | خوزه کاراسکو       | ۶٫۶۳               |
| ۸                  | فابین دژیزگا       | ۵٫۹۰               |
| ۹                  | سرگئی گرانکین      | ۴٫۶۵               |
| ۱۰                 | گریگوری سوکوچف     | ۴٫۳۸               |

| بهترین توپ گیرنده‌ها | بهترین توپ گیرنده‌ها | بهترین توپ گیرنده‌ها |
| رتبه                | نام                 | میانگین/ست          |
| ------------------- | ------------------- | ------------------- |
| ۱                   | لوک پری             | ۲٫۳۳                |
| ۲                   | تاکشی ناگانو        | ۲٫۳۳                |
| ۳                   | اریک شوجی           | ۲٫۲۲                |
| ۴                   | ماسیمو کولاچی       | ۲٫۱۱                |
| ۵                   | طیب کوربوسلی        | ۱٫۹۲                |
| ۶                   | پاوو زاتورسکی       | ۱٫۷۶                |
| ۷                   | مهدی مرندی          | ۱٫۴۵                |
| ۸                   | اسماعیل موالا       | ۱٫۳۹                |
| ۹                   | عثمانی خوانتورینا   | ۱٫۳۹                |
| ۱۰                  | یوکی ایشیکاوا       | ۱٫۳۱                |

| بهترین دریافت کننده‌ها | بهترین دریافت کننده‌ها   | بهترین دریافت کننده‌ها |
| رتبه                  | نام                     | %کارایی               |
| --------------------- | ----------------------- | --------------------- |
| ۱                     | محمد بداوی              | ۵۸٫۶۲                 |
| ۲                     | میلاد عبادی‌پور          | ۵۷٫۸۹                 |
| ۳                     | مهدی مرندی              | ۵۳٫۵۴                 |
| ۴                     | رافال بوشک              | ۵۲٫۲۰                 |
| ۵                     | لوسیانو زورنتا          | ۵۲٫۱۷                 |
| ۶                     | میخال کوبیاک            | ۵۱٫۷۹                 |
| ۷                     | جان گوردون پرین         | ۵۰٫۰۰                 |
| ۸                     | محمدعلی بن عثمان میلادی | ۵۰٫۰۰                 |
| ۹                     | نیکولاس هوگ             | ۴۶٫۱۵                 |
| ۱۰                    | عثمانی خوانتورینا       | ۴۵٫۲۸                 |